# Hill Peak
Der Hill Peak ist ein 2396 m hoher Berg auf der antarktischen Ross-Insel. In den Kyle Hills ragt er unmittelbar westlich des Tekapo Ridge an den östlichen Hängen des Mount McIntosh auf.
Das Advisory Committee on Antarctic Names benannte ihn im Jahr 2013 nach Pamela Hill, die ab 1985 in unterschiedlichen Funktionen auf der McMurdo-Station und auf der Palmer-Station tätig war.